# Port lotniczy Szardża
Port lotniczy Szardża – międzynarodowy port lotniczy położony 12 km na wschód od centrum Szardży. Jest trzecim co do wielkości portem lotniczym w Zjednoczonych Emiratach Arabskich, w 2019 osłużył 13,6 mln pasażerów. Jest hubem lotniczym dla Air Arabia.

## Linie lotnicze i połączenia
Port lotniczy w Szardży obsługiwany jest przez 22 linie lotnicze, które oferują bezpośrednie połączenia do 97 portów lotniczych w 35 krajach:
| Linia lotnicza                  | Kierunek |
| ------------------------------- | --- |
| Aerofłot                        | Sezonowo: 1. Moskwa-Szeremietiewo |
| Air Arabia                      | 1. Abha 2. Addis Abeba 3. Ahmadabad 4. Aleksandria 5. Al-Dżauf 6. Ałmaty 7. Amman 8. Ateny 9. Bagdad 10. Bahrajn 11. Baku 12. Bengaluru 13. Bangkok-Suvarnabhumi 14. Bejrut 15. Bergamo 16. Biszkek 17. Boosaaso 18. Kair 19. Ćennaj 20. Ćottogram 21. Coimbatore 22. Kolombo 23. Ad-Dammam 24. Delhi 25. Dhaka 26. Doha 27. Entebbe 28. Irbil 29. Fajsalabad 30. Gassim 31. Giza 32. Goa 33. Hail 34. Hajdarabad 35. Stambuł 36. Stambuł-Sabiha Gökçen 37. Jaipur 38. Dżudda 39. Jizan 40. Kabul 41. Karaczi 42. Katmandu 43. Kazań 44. Koczin 45. Kozhikode 46. Kuala Lumpur 47. Kuwejt 48. Lar 49. Male 50. Meszhed 51. Medyna 52. Moskwa-Domodiedowo 53. Multan 54. Mumbaj 55. Maskat 56. Nagpur 57. Nairobi 58. Nadżaf 59. Osz 60. Peszawar 61. Quetta 62. Rijad 63. Salala 64. Samara 65. Sziraz 66. Sijalkot 67. Soczi 68. Sauhadż 69. Sohar 70. Tabuk 71. Taif 72. Taszkent 73. Tbilisi 74. Teheran 75. Thiruvananthapuram 76. Trabzon 77. Wiedeń 78. Warszawa-Chopin 79. Warszawa-Modlin (Od 20 grudnia 2025) 80. Jekaterynburg 81. Erywań Sezonowo: 1. Kraków 2. Namangan 3. Phuket 4. Sarajewo |
| airblue                         | 1. Islamabad 2. Lahaur 3. Multan |
| Air India Express               | 1. Amritsar 2. Delhi 3. Indore 4. Kannur 5. Koczin 6. Kozhikode 7. Mumbaj 8. Surat 9. Thiruvananthapuram 10. Tiruchirapalli 11. Varanasi 12. Vijayawada |
| Air Peace                       | 1. Lagos |
| AJet                            | 1. Stambuł-Sabiha Gökçen |
| Biman Bangladesh Airlines       | 1. Ćottogram 2. Dhaka 3. Srihotto |
| Cham Wings Airlines             | 1. Aleppo (zawieszone) 2. Damaszek 3. Latakia (zawieszone) |
| Egyptair                        | 1. Kair |
| FitsAir                         | Sezonowy czarter: 1. Male 2. Erywań |
| Fly Jinnah                      | 1. Islamabad 2. Lahaur |
| flynas                          | 1. Dżudda 2. Medyna |
| IndiGo                          | 1. Hajdarabad 2. Lucknow 3. Thiruvananthapuram |
| Jordan Aviation                 | 1. Amman |
| Kam Air                         | 1. Kabul |
| Nordwind Airlines               | 1. Moskwa-Szeremietiewo |
| Pakistan International Airlines | 1. Multan 2. Peszawar 3. Sijalkot |
| Pegasus Airlines                | 1. Stambuł-Sabiha Gökçen |
| Qatar Airways                   | 1. Doha |
| Rossiya Airlines                | Sezonowy czarter: 1. Jekaterynburg |
| SereneAir                       | 1. Islamabad 2. Lahaur 3. Peszawar |
| Syrian Air                      | 1. Damaszek (zawieszone) 2. Latakia (zawieszone) |
| Turkish Airlines                | 1. Stambuł |
| US-Bangla Airlines              | 1. Dhaka |
| Uzbekistan Airways              | 1. Taszkent |